# Hiperdifusionismo
El hiperdifusionismo es una hipótesis pseudoarqueológica que plantea que ciertas tecnologías o ideas históricas fueron desarrolladas por un único pueblo o civilización antes de que otras culturas las adoptaran.

## Contexto histórico
El hiperdifusionismo fue popular a principios del siglo XX, pero es ampliamente rechazado por los arqueólogos modernos. Para esta corriente de pensamiento, todas las grandes civilizaciones que se dedicaron a prácticas culturales similares, como la construcción de pirámides, provienen de un único progenitor común. También plantean que las ideas, tecnologías y creencias se difundieron de los pueblos más avanzados a los menos avanzados, en lugar de ser desarrollados independientemente por las sociedades locales. Sin embargo, la evidencia arqueológica y los estudios culturales modernos muestran que las sociedades antiguas desarrollaron sus propias culturas y tecnologías de forma independiente, en lugar de recibirlas de sociedades extranjeras. Los estudios de contacto entre sociedades muestran que hubo intercambios, pero fueron limitados y tuvieron un impacto menos significativo en las culturas locales.

## Posturas y críticas
Según los defensores de la hiperdifusión, se pueden encontrar ejemplos de hiperdifusión en prácticas religiosas, tecnologías culturales, monumentos megalíticos y civilizaciones antiguas perdidas. La idea de hiperdifusionismo difiere de la difusión transcultural en varios aspectos. Uno de ellos es el hecho de que el hiperdifusionismo generalmente no es comprobable debido a su naturaleza pseudocientífica. Además, a diferencia de la difusión transcultural, el hiperdifusionismo no utiliza redes comerciales y culturales para explicar la expansión de una sociedad dentro de una sola cultura; en cambio, los hiperdifusionistas afirman que todas las principales innovaciones culturales y sociedades se derivan de una civilización antigua (generalmente perdida). Por ejemplo, los llamados artefactos de Tucson encontrados en Estados Unidos y claramente falsos, se derivarían de la antigua Roma, llevados por los "romanos que cruzaron el Atlántico y luego por tierra a Arizona"; esto se cree porque los artefactos se parecían a los artefactos romanos antiguos conocidos.
Una hipótesis hiperdifusionista común es que las similitudes entre civilizaciones dispares se heredaron de la civilización de un continente perdido, ya sea la Atlántida o Lemuria, que desde entonces se hundió en el mar. A veces, se considera que Egipto es una civilización intermedia que heredó su cultura del continente perdido y, a su vez, la transmitió a otras civilizaciones.